# Musée d'histoire de Trouskavets
Le musée de Trouskavets est un musée créé en 1982 et situé à Trouskavets, en Ukraine. C'est un centre culturel et éducatif majeur de la ville.

## Historique

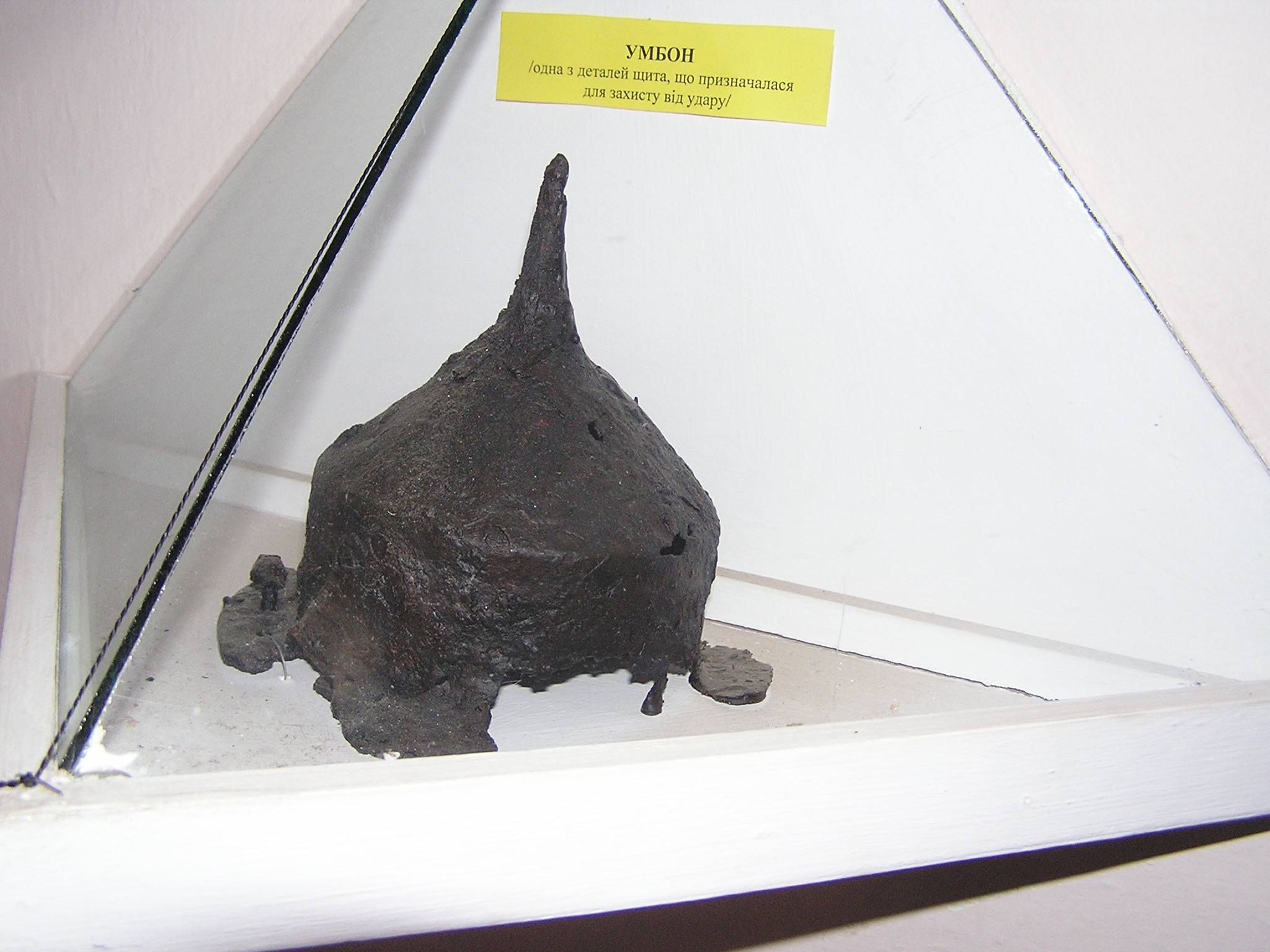
Umbo.
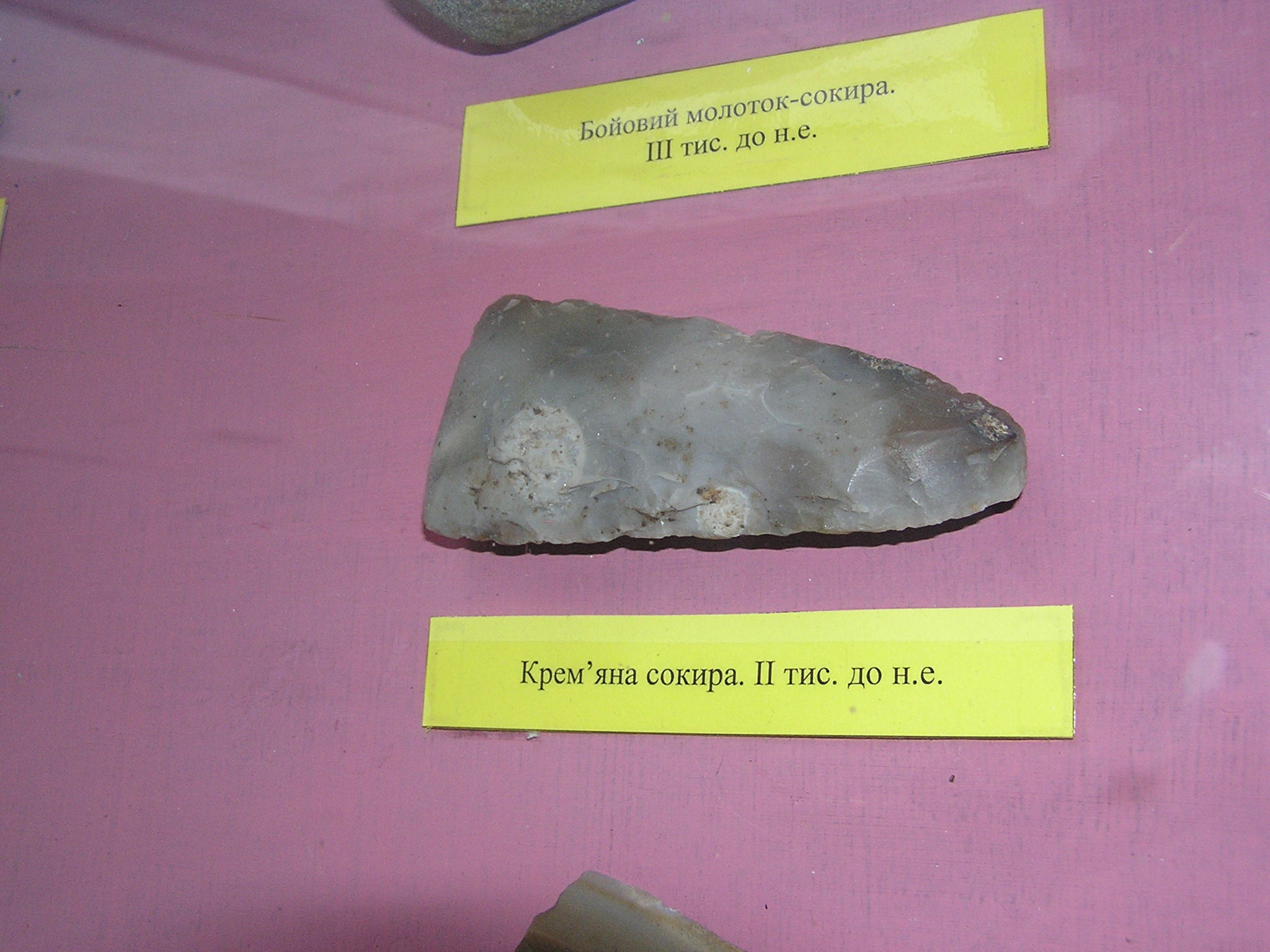
Hache de pierre taillée.
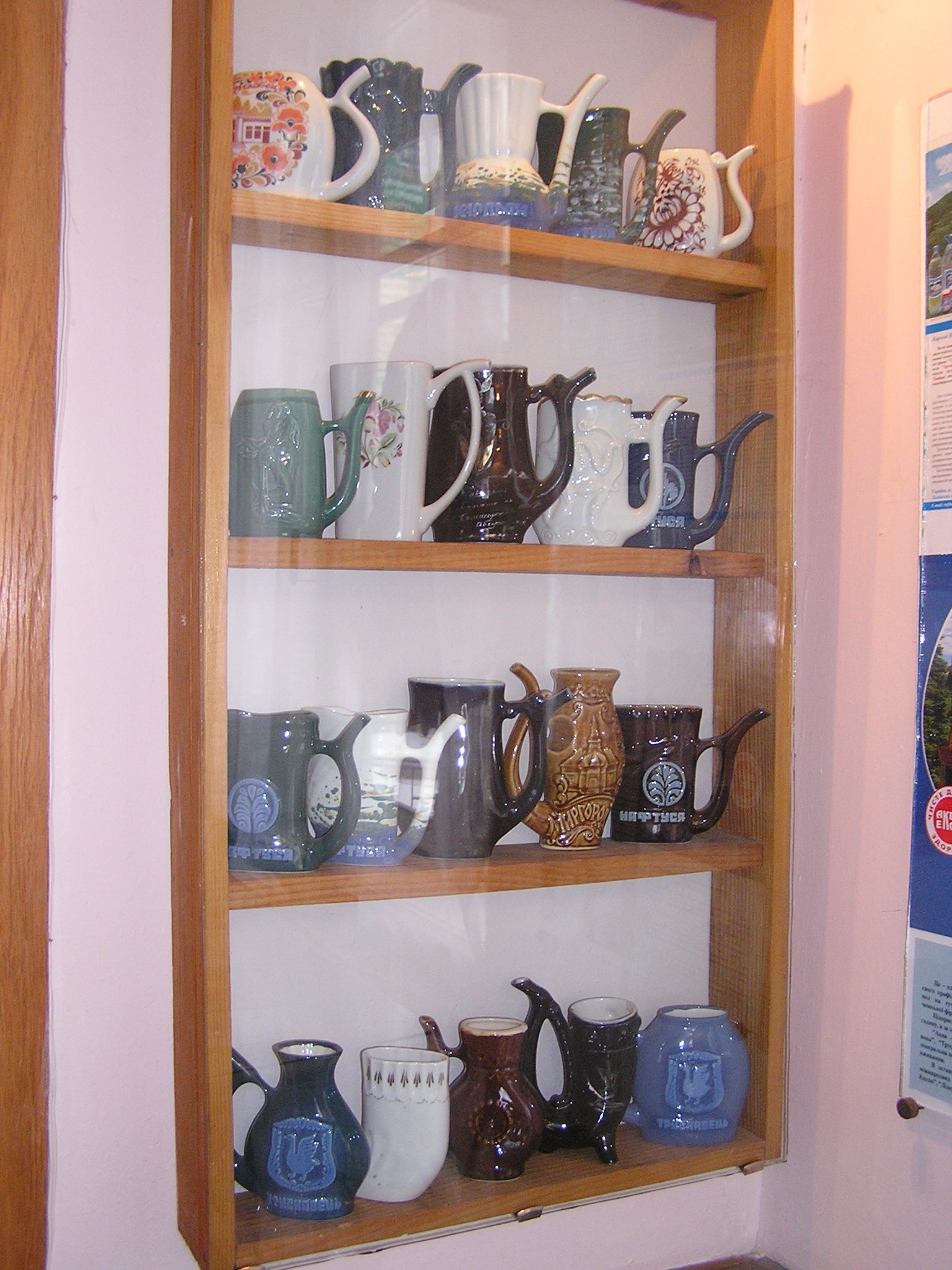
Cruches.
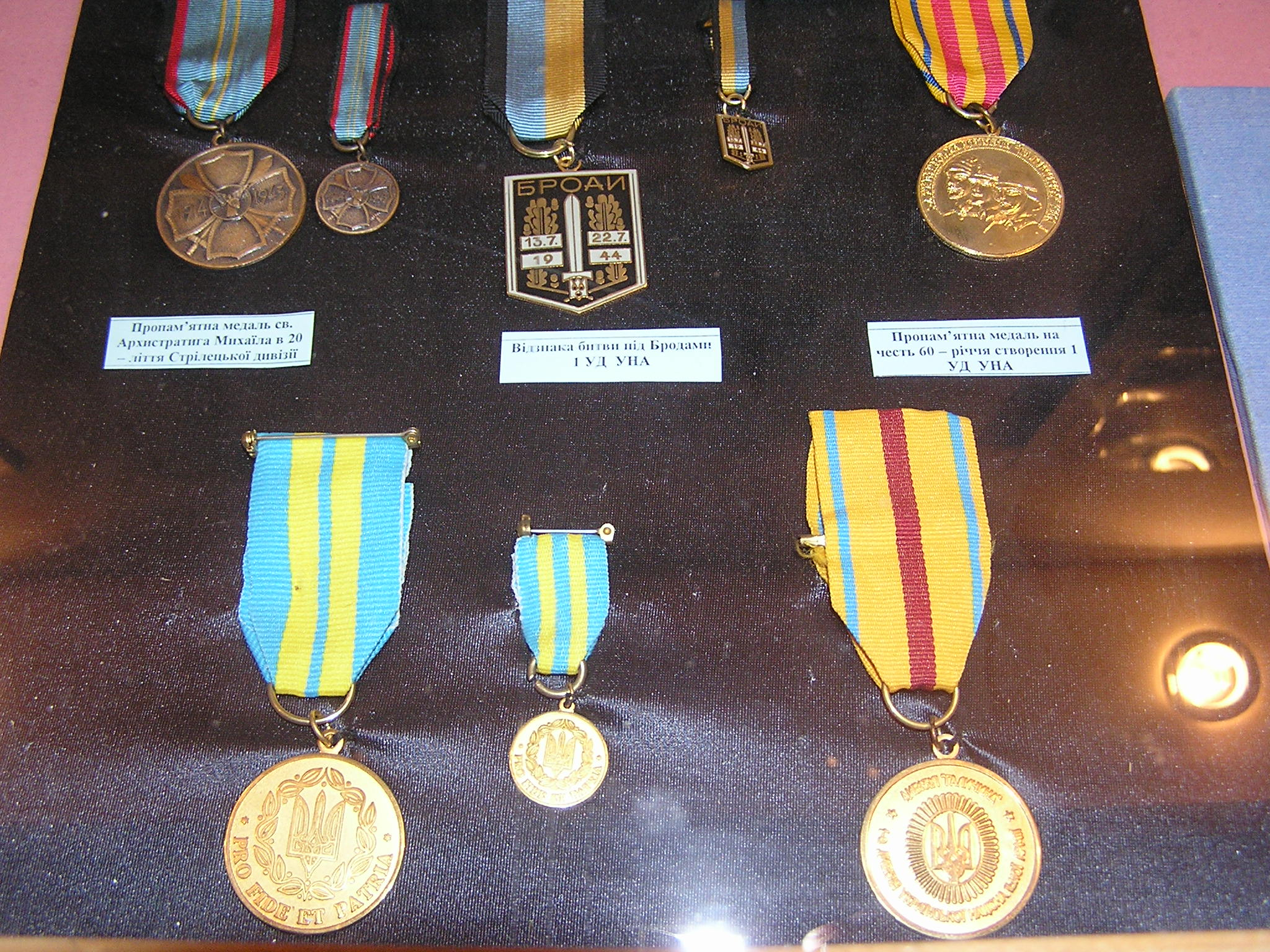
Médaille.
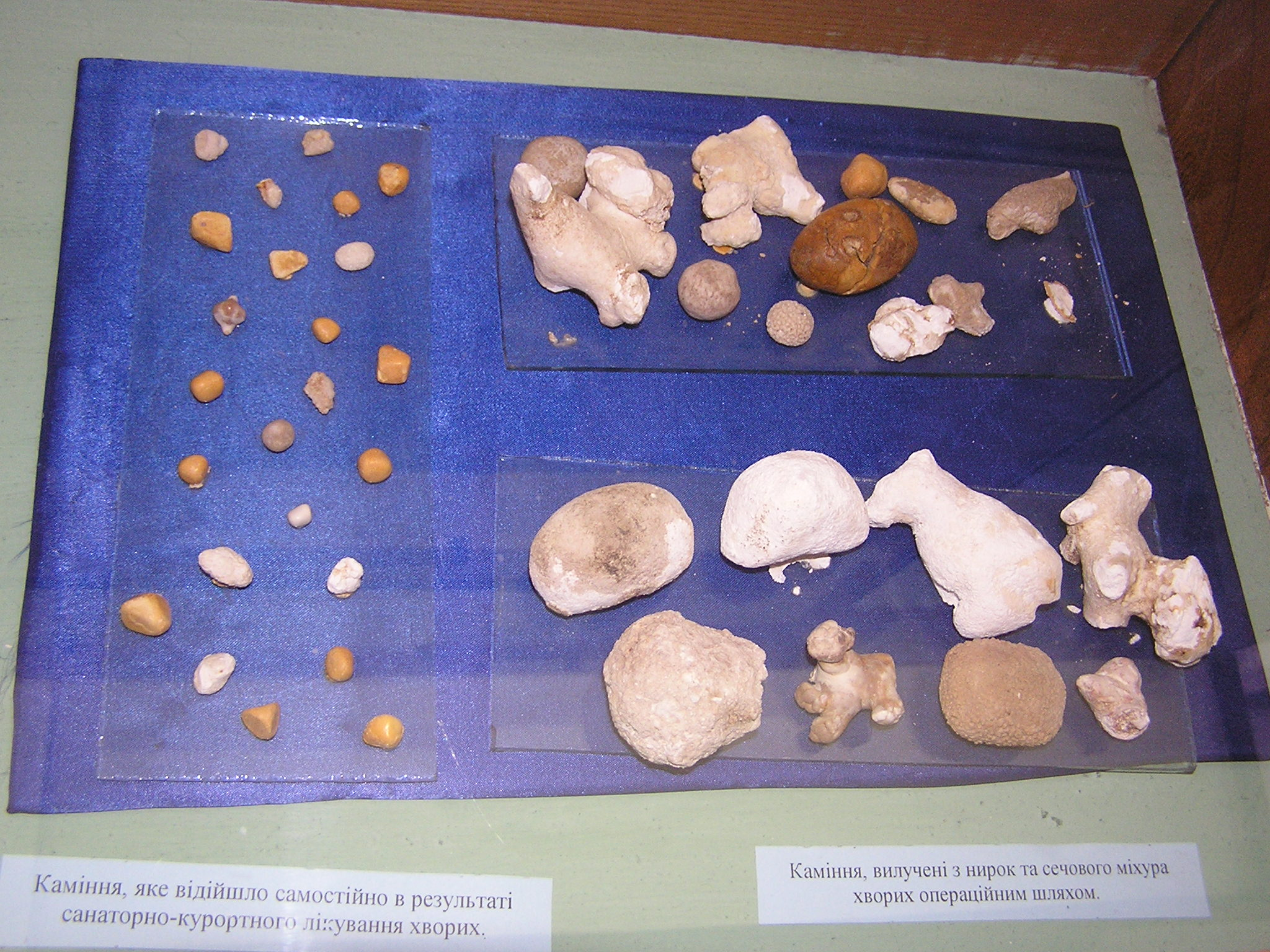
Calculs rénaux de patients de la station thermale.
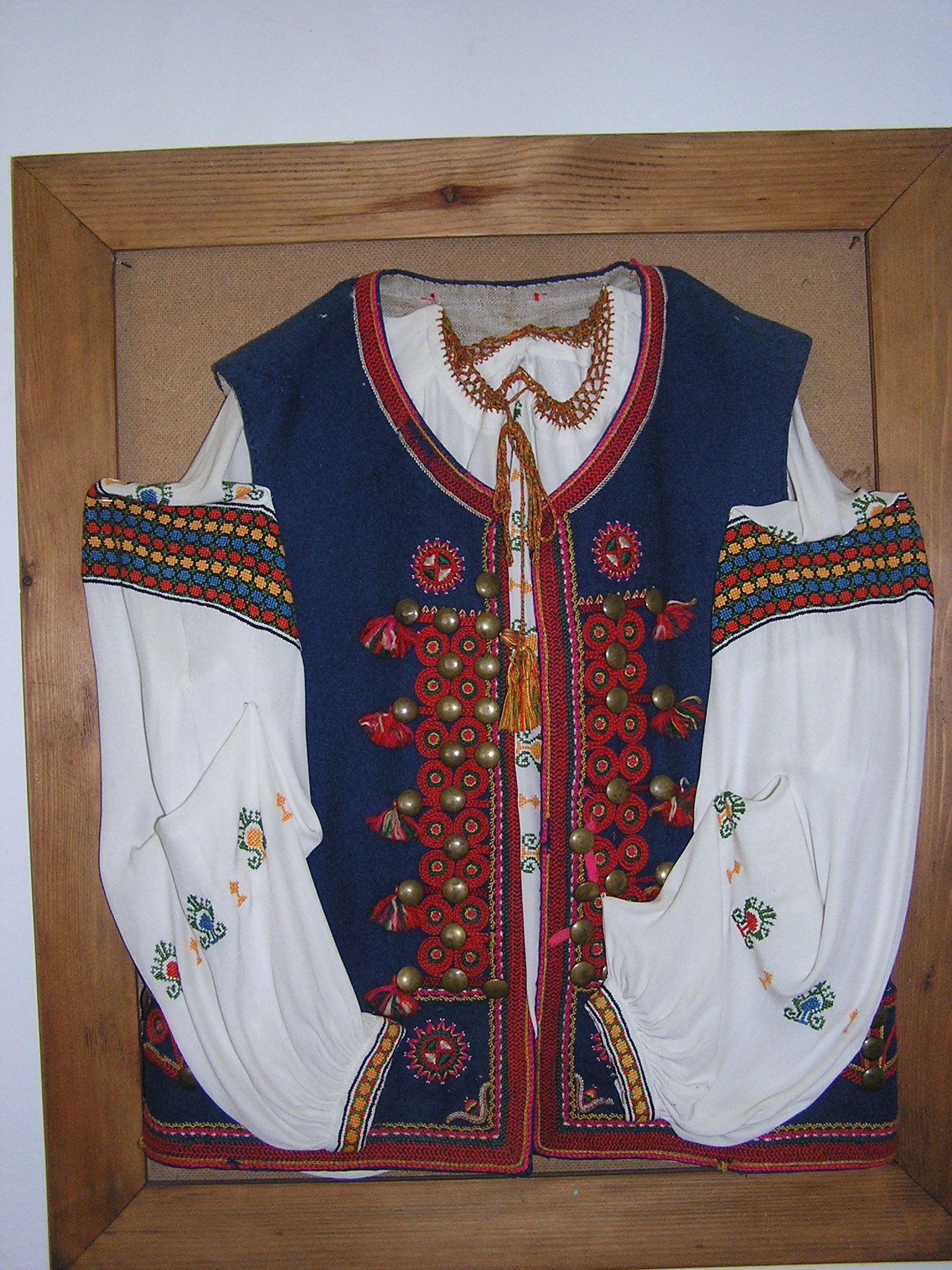
Leybik et Sardak.
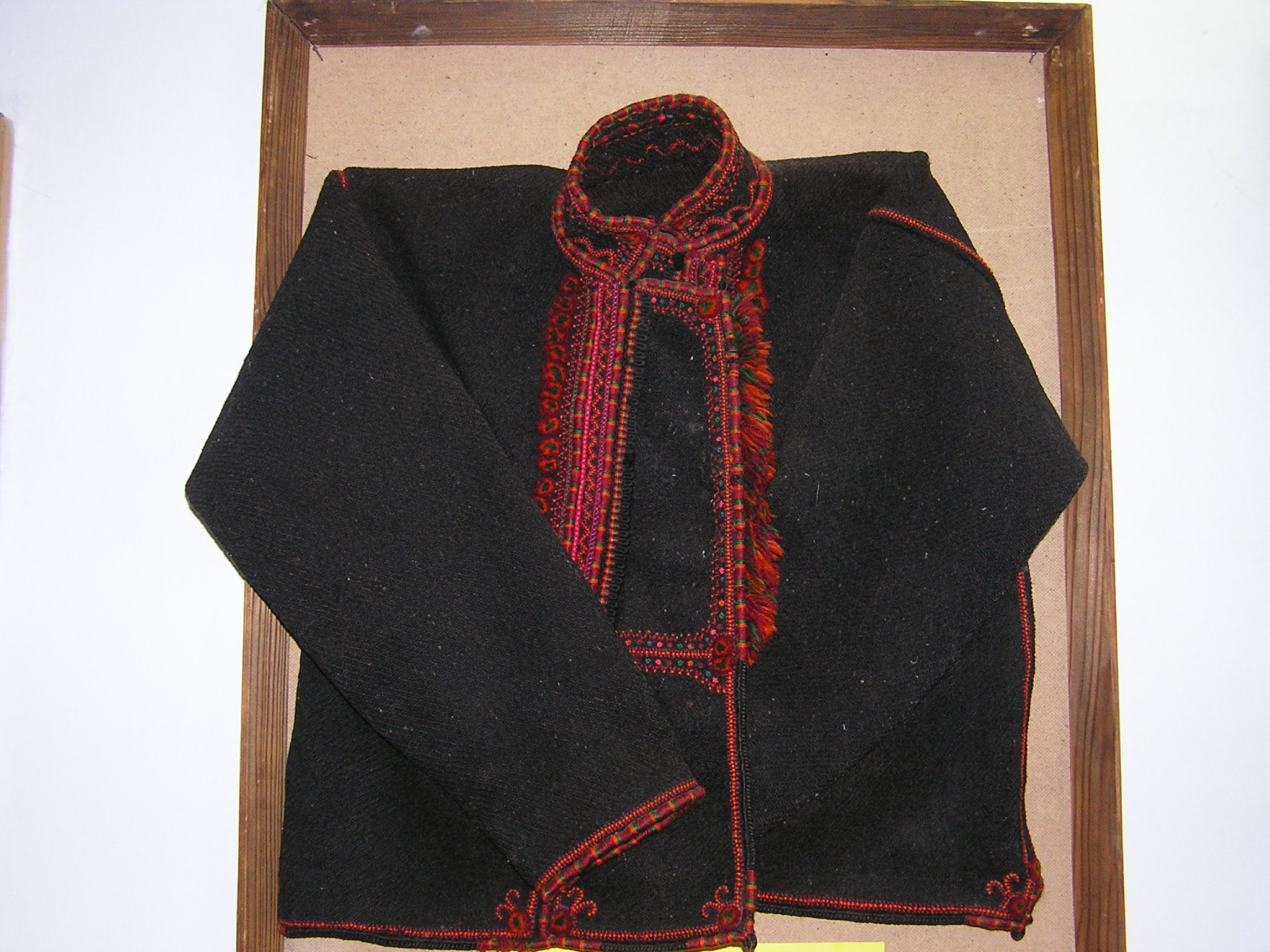
Habit traditionnel d'Ukraine.